# كيزريت
الكيزريت هو معدن للمغنيسيوم من معادن الكبريتات، صيغته MgSO4·H2O وهو كبريتات المغنيسيوم المميهة.
تتبع بلورات هذا المعدن النظام البلوري أحادي الميل
اكتشف المعدن في ألمانيا بالقرب من مدينة شتاسفورت، ووصفه الجيولوجي الألماني إدوارد رايشاردت Eduard Reichardt سنة 1861 وأطلق عليه تلك التسمية عالم الطبيعة الألماني ديتريش غيورغ كيزر Dietrich Georg Kieser والذي عاش في الفترة ما بين 1779–1862.